# Чернозёмово
Чернозёмово — деревня в Пушкинском городском округе Московской области России.

## География
Расположена на севере Московской области, в северо-западной части Пушкинского городского округа, примерно в 15 км к северо-западу от центра города Пушкино и 27 км от Московской кольцевой автодороги, между реками Какоткой и Ольшанкой бассейна Пестовского водохранилища системы канала имени Москвы, в 2 км к югу от Московского малого кольца А107. К деревне приписано садоводческое товарищество. Ближайшие населённые пункты — деревни Алёшино, Ординово и Якшино.

## Население
| 1859 | 1890 | 1899 | 1926 | 2002 | 2006 | 2010 |
| ---- | ---- | ---- | ---- | ---- | ---- | ---- |
| 69   | ↘50  | →50  | ↗71  | ↘11  | ↗12  | ↗14  |

## История
В «Списке населённых мест» 1862 года — владельческая деревня 1-го стана Дмитровского уезда Московской губернии по правую сторону Московско-Ярославского шоссе (из Ярославля в Москву), в 25 верстах от уездного города и 30 верстах от становой квартиры, при пруде, с 7 дворами и 69 жителями (32 мужчины, 37 женщин).
По данным на 1899 год — деревня Богословской волости Дмитровского уезда с 50 жителями.
В 1913 году — 10 дворов, имение Чернышёва.
По материалам Всесоюзной переписи населения 1926 года — деревня Алёшинского сельсовета Софринской волости Сергиевского уезда Московской губернии в 14,9 км от Ярославского шоссе и 12,8 км от станции Софрино Северной железной дороги, проживал 71 житель (37 мужчин, 34 женщины), насчитывалось 13 крестьянских хозяйств.
С 1929 года — населённый пункт в составе Пушкинского района Московского округа Московской области. Постановлением ЦИК и СНК от 23 июля 1930 года округа как административно-территориальные единицы были ликвидированы.
Административная принадлежность
1929—1957 гг. — деревня Алёшинского сельсовета Пушкинского района.
1957—1959 гг. — деревня Алёшинского сельсовета Мытищинского района.
1959—1960 гг. — деревня Первомайского сельсовета Мытищинского района.
1960—1962 гг. — деревня Первомайского сельсовета Калининградского района.
1962—1963, 1965—1994 гг. — деревня Майского сельсовета Пушкинского района.
1963—1965 гг. — деревня Майского сельсовета Мытищинского укрупнённого сельского района.
1994—2006 гг. — деревня Майского сельского округа Пушкинского района.
2006—2019 гг. — деревня сельского поселения Ельдигинское Пушкинского муниципального района Московской области.